# Advances in Calculus of Variations
Advances in Calculus of Variations is een internationaal, aan collegiale toetsing onderworpen wetenschappelijk tijdschrift op het gebied van de wiskunde.
De naam wordt in literatuurverwijzingen meestal afgekort tot Adv. Calc. Var.
Het wordt uitgegeven door Walter de Gruyter en verschijnt vier keer per jaar.